# 二八镇
二八镇是中国黑龙江省哈尔滨市呼兰区下辖的一个镇，位于呼兰区东部，松花江北岸。